# Кисэн-хоси
Кисэн (喜撰) или Кисэн-хоси (喜撰法師) — японский поэт VIII века.

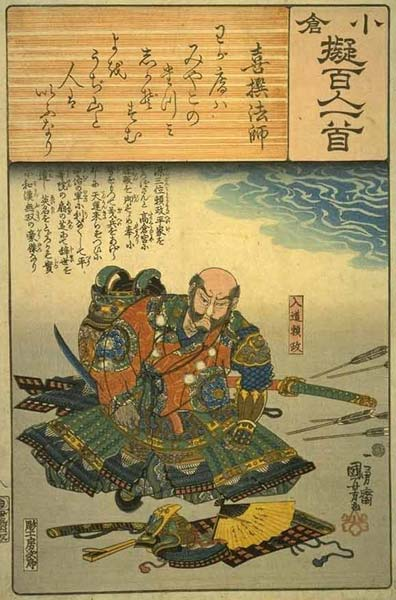
Утагава Куниёси: Кисэн-хоси из Хякунин иссю

Один из «шести бессмертных поэтов». О его жизни не сохранилось никаких достоверных сведений. Известно только, что он был монахом и жил уединённо неподалёку от Киото, в местечке Удзи. В своём предисловии к антологии «Кокинсю» её составитель Ки-но Цураюки писал о нём: «У инока Кисэна с горы Удзи значение слов смутно и смысл песни не всегда ясен от начала до конца. Будто любуешься осенней луной сквозь завесу предрассветных облаков…» (перевод А. Долина). Уже в эпоху «Кокинсю» он был легендарной личностью. Сохранилось всего два его стихотворения. Вот одно из них из собрания Хякунин иссю:
В моей избушке,

к востоку от столицы,

я скрыт от мира;

«Холмом уединенья»

прозвали это место.